# Stål med låg bakgrundsstrålning
Stål med låg bakgrundsstrålning (engelska: Low-background steel) är stål med särskilt låg kontamination av radionuklider, och avser ofta stål som är producerat före de första atombombssprängningarna 1945. Sådant stål är efterfrågat vid konstruktion av vissa typer av radiologisk mätutrustning där man vill ha minsta möjliga påverkan från andra strålkällor än mätobjektet. 

## Allmänt

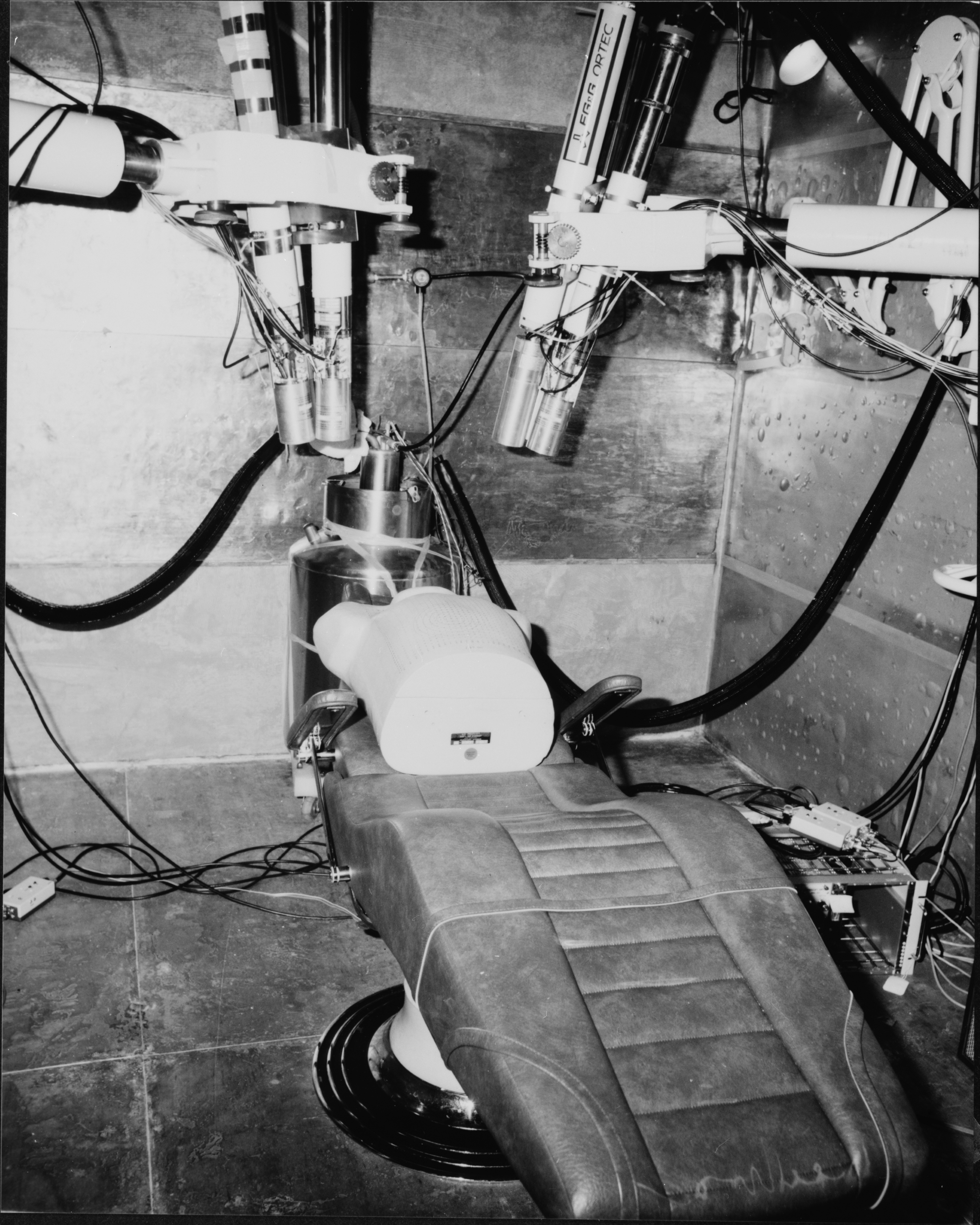
Ett rum för helkroppsmätning vid Rocky Flats-anläggningen i Denver, Colorado, konstruerat uteslutande med stål tillverkat före 1945. Efter att Rocky Flats-anläggningen senare avvecklats donerades och flyttades detta rum till Södra Urals Biofysiska Institut i Ozërsk, Chelyabinskaya Oblast i Ryssland. Flyttningen ombesörjdes av DOE (U.S. Department of Energy) på uppdrag av JCCRER (the Joint Coordinating Committee for Radiation Effects Research. Mätrummet är fortfarande (2017) i bruk för att mäta upp eventuell radioaktiv kontamination hos personal vid Mayak-anläggningen, en rysk kärnteknisk anläggning.

Vid ståltillverkning förädlas tackjärn till stål, från 1856 fram till mitten av 1900-talet framförallt med Bessemerprocessen, där luft pressades in i en Bessemer-konverter, och senare med syrgasprocesser som använder rent syre istället för luft. Oavsett metod innebär processerna att stålet kontamineras med de små mängder av nuklider som finns i luften. Nutida atmosfär innehåller till exempel små mängder av Kobolt-60, vilket hamnar i stålet och ger det en svag radioaktiv signatur. Det har förekommit incidenter med betydligt kraftigare kontaminering av stål genom att Kobolt-60 på andra sätt hamnat i stålåtervinningens materialflöden.
I och med Trinitytestet i juli 1945, atombomberna över Hiroshima och Nagasaki och framförallt det stora antalet atmosfäriska kärnvapentester som genomfördes fram till 1963, så ökade bakgrundsnivåerna av radioaktivitet runt om i världen för att nå sin topp 1963. Detta år var det genomsnittliga tillskottet av bakgrundsstrålning från antropogena källor 0,11 mSv/yr, det vill säga motsvarande uppemot 3-10 procent av övrig normal bakgrundsstrålning.
Detta har medfört att allt stål tillverkat efter 1945 är kontaminerat med vissa radionuklider då tillverkningen sker med luft från atmosfären. "Stål med låg bakgrundsstrålning" kallas sådant stål som inte har sådan kontamination, och är efterfrågat vid konstruktion av vissa typer av radiologisk mätutrustning där man vill ha minsta möjliga påverkan från andra strålkällor än mätobjektet. 
En källa till stål med låg bakgrundsstrålning är stål från fartyg som tillverkades före Trinitytestet i juli 1945. En omtalad ansamling av sådana fartyg är de många fartygen från den tyska flottan under första världskriget som sänktes vid Scapa Flow 1918.
Tack vare framförallt det partiella provstoppsavtalet som trädde i kraft 1963 har dessa dostillskott minskat väsentligt, och anges numera (2010) till 0,005 mSv/yr. Detta har även medfört att behovet av "Low-background steel" successivt har minskat, då nytillverkat stål (2018)  i många fall kan ha tillräckligt låg strålning för att kunna användas även för mätändamål. Dessutom kan modern mätvärdesbehandling i många fall korrigera för kända störkällor.

## Användningsområden
Anordningar som kan kräva användning av stål med låg bakgrundsstrålning kan vara:
- Geigermätare
- Medicinsk mätutrustning - helkroppsräknare och lungräknare
- Vetenskaplig mätutrustning för fotonik
- Sensorer för flygplan och rymdfarkoster

Då dessa anordningar används för att detektera små mängder strålning som sänds ut från radioaktiva material så behöver de ha så låg bakgrundsstrålning som möjligt för att få bästa möjliga känslighet. Mätkammare till dessa anordningar görs därför av stål med låg bakgrundsstrålning samt med  kraftig skärmning.